# Lantis (seriealbum)
Lantis är en serie av seriealbum utgivna av Seriefrämjandet sedan 2002.
De små utgåvorna är i A6-format och omfattar 20 sidor i svartvitt. Sedan 2003 är de registrerade hos Libris med ISBN-nummer, vilket också innebär att de trots sitt anspråkslösa häftesformat är att betrakta som fullvärdiga böcker. Upphovsmännen är utvalda svenska serieskapare, och det genomgående temat är att fungera som "en reaktion på all storstadskultur som genomsyrar dagens mediasamhälle". Fram till 2008 har 39 Lantisar utkommit.

## En sorts efterföljare
2010 startade Seriefrämjandet – i samarbete med Kolik förlag – en annan häftesliknande albumserie. Grafiska Novelletter, som hittills kommit i åtta nummer, är lite större i format och har i regel färgtryck.

## Utgivning
| Nummer | Titel                          | Upphovsman                       | Utgivningsår |
| ------ | ------------------------------ | -------------------------------- | ------------ |
| 1      | Alvaret                        | Rasmus Gran                      | 2002         |
| 2      | Sigvard                        | Mats Källblad                    | 2002         |
| 3      | Gröna tomater                  | Gunnar Krantz                    | 2002         |
| 4      | Diezeldimma                    | Josefin Olofsson                 | 2003         |
| 5      | Morfars verkstad               | Knut Larsson                     | 2003         |
| 6      | Högerback                      | Maria Fredriksson                | 2003         |
| 7      | Genvägen                       | Daniel Ahlgren                   | 2003         |
| 8      | Små stunder av lycka           | Karna Rusek                      | 2003         |
| 9      | Välkommen till Hammarö         | Malin Biller                     | 2003         |
| 10     | Svarta vinbär                  | Åsa Grennvall                    | 2004         |
| 11     | Tant Oro                       | Anneli Furmark                   | 2004         |
| 12     | Vicky                          | Patrik Stigzelius & Niklas Asker | 2004         |
| 13     | Jordens undergång i Jörpslinge | Johan Wanloo                     | 2004         |
| 14     | James Grill                    | Kim W. Andersson                 | 2004         |
| 15     | Tio små lantisar               | Jonna Björnstjerna               | 2004         |
| 16     | Inget lik                      | Henrik Lange                     | 2004         |
| 17     | Utsocknes i Fiskesjö           | Carl Hedsved                     | 2004         |
| 18     | Dimman                         | Kalle Bjelkefelt                 | 2004         |
| 19     | Den siste lantisen             | Mattias Elftorp                  | 2005         |
| 20     | Hästtjejen                     | Åsa Ekström                      | 2005         |
| 21     | Ling                           | Maria Fredriksson                | 2005         |
| 22     | Tyskarnas sommarstuga          | Jimmy Jönsson                    | 2005         |
| 23     | Nu och aldrig mer              | Niklas Asker                     | 2005         |
| 24     | Päran                          | Sofia Olsson                     | 2005         |
| 25     | Vägen                          | Fabian Göranson                  | 2006         |
| 26     | Store Mosse                    | Henrik Bromander                 | 2006         |
| 27     | Du fattar ingenting            | Li Österberg                     | 2006         |
| 28     | Hjärup                         | Simon Gärdenfors                 | 2006         |
| 29     | Ett riktigt svin               | Jamil Mani                       | 2006         |
| 30     | Panorama — ad infinitum        | Oskar Aspman                     | 2006         |
| 31     | Häxan i skogen                 | Lina Neidestam                   | 2007         |
| 32     | Apkonster                      | Mattias Adolfsson                | 2007         |
| 33     | Mannen med hatten i hålet      | Emelie Östergren                 | 2007         |
| 34     | Rubiner och glasull            | Josefin Svenske                  | 2007         |
| 35     | Ingen talar om Lars            | Jimmy Wallin & Axel Trumpfheller | 2007         |
| 36     | Dödvatten                      | Lars Krantz                      | 2007         |
| 37     | Monster                        | Mattias Elftorp                  | 2007         |
| 38     | Punkkulan                      | Lisa Bodland                     | 2007         |
| 39     | Grabben mitt emellan           | Mikael Tegebjer & Nicolas Križan | 2008         |